# Åkalla
Åkalla är en svensk TV-serie i fyra delar från 2008 i regi av Åsa Kalmér. I rollerna ses bland andra Mina Azarian, Masoud Rayegani och Elmira Arikan.

## Rollista
- Mina Azarian – Lea Sadr
- Masoud Rayegani – Shemal Barany
- Elmira Arikan – Peyman Barany
- Poyan Karimi – Hiwa Barany
- Shebly Niavarani – Masdak Barany
- Asmaa Houri – Bijani Barany
- Kardo Razzazi – Azad Barany
- Serpil Inanc – farmor Sirwe
- Ashkan Ghods – Saman
- Lennart Jähkel – Staffan Zacharias
- Sven-Bertil Taube	– Jarl Zacharias
- Lena Nilsson – Mimmi Syrén
- Lena Endre – Kristina Ålén
- Sunil Munshi – Micke Larsson
- Björn Bengtsson – Erik Sköld
- Ricky Danielsson – Elis